# إنريكي أفالوس
إنريكي أفالوس (بالإسبانية: Enrique Avalos)‏ مواليد 1922 هو لاعب كرة قدم باراغواياني. يلعب في مركز الهجوم. سبق له أن لعب في كأس العالم لكرة القدم مع منتخب بلاده.

## المسيرة الاحترافية

### أندية لعب لها
- سيرو بورتينيو

## روابط خارجية
- إنريكي أفالوس على موقع الاتحاد الدولي (مؤرشف)  (الإنجليزية)
- إنريكي أفالوس على موقع قاعدة بيانات كرة القدم.إي يو (الإنجليزية)
- إنريكي أفالوس على موقع ناشيونال فوتبول تيمز (الإنجليزية)
- إنريكي أفالوس على موقع Soccerway.com (الإنجليزية)
- إنريكي أفالوس على موقع عالم كرة القدم.نت (الإنجليزية)